# Václav Hladký
Václav Hladký (* 14. November 1990 in Brünn, Tschechoslowakei) ist ein tschechischer Fußballspieler auf der Position eines Torwarts, der beim FC Burnley unter Vertrag steht.

## Vereinskarriere

### Karrierebeginn in der Heimat
Václav Hladký wurde am 14. November 1990 in Brünn geboren und begann seine Vereinskarriere als Fußballspieler im Jahre 1996 bei seinem Heimatverein FC Sparta Brünn. Dort durchlief er sämtliche Nachwuchsspielklassen, ehe er sich 2003 dem FK Šardice, rund 40 Kilometer südöstlich von Brünn, anschloss. In Šardice hielt es den jungen Torhüter nur ein Jahr, dann verschlug es ihn wieder zurück in seine Geburtsstadt, wo er sich dem Traditionsverein FC Zbrojovka Brünn anschloss. Nach nur wenigen Jahren im vereinseigenen Nachwuchs debütierte er am 10. Mai 2006 im Herrenfußball, als er für die damals in der tschechischen Zweitklassigkeit spielende B-Mannschaft des FC Zbrojovka Brünn in Erscheinung trat. In den Jahren danach gehörte er jedoch vorrangig der Vereinsjugend an und kam nur selten zu Einsätzen für die zweite Kampfmannschaft des Klubs. In den Jahren 2006 bis 2009 waren es insgesamt lediglich neun Ligaeinsätze im Herrenfußball. Noch im Jahr 2009 erhielt der damals 18-Jährige seinen ersten Profivertrag und saß erstmals im April und Mai 2009 in drei aufeinanderfolgenden Ligapartien uneingesetzt auf der Ersatzbank der Profis.

### Leihzeit und Durchbruch bei den Profis
Um Spielpraxis zu sammeln, wurde er von der Vereinsführung im Herbst 2009 an den damaligen Drittligisten MSK Břeclav verliehen. Beim Klub mit Spielbetrieb in der Moravskoslezská fotbalová liga kam er in 15 Ligaspielen zum Einsatz, von denen er in sechs Partien ohne Gegentor blieb. Nach seiner Rückkehr nach Brünn verbrachte er das Frühjahr 2010 wieder in der B-Mannschaft seines Heimatvereins und war dabei in sieben Meisterschaftsspielen zwischen den Pfosten. Bereits im Herbst 2010 kam er ein weiteres Mal als Leihspieler in die tschechisch-österreichische Grenzstadt Břeclav, wo er beim Klub aus der Drei-Länder-Gegend – die slowakische Grenze ist auch nur knapp zehn Kilometer entfernt – in zehn Drittligapartien eingesetzt wurde. Hinzu kam auch noch ein Einsatz für die B-Mannschaft des Klubs mit Spielbetrieb in der aus mehreren Staffeln bestehenden viertklassigen Divize. Ab dem Frühjahr 2011 gehörte er wieder zum Stammaufgebot der zweiten Mannschaft des FC Zbrojovka Brünn (acht Einsätze) und war auch in der nachfolgenden Saison 2011/12 der am häufigsten eingesetzte Torhüter der B-Mannschaft.
Nachdem er beim Drittrundenspiel der Saison 2012/13 gegen Viktoria Pilsen erstmals seit über drei Jahren wieder in einem Meisterschaftsspiel auf der Ersatzbank des Profiteams gesessen hatte, dauerte es bis Saisonende, ehe der mittlerweile 22-jährige Schlussmann zu seinem Profidebüt kam. Im letzten Drittel der Saison von Trainer Petr Čuhel vermehrt als zweiter Torhüter berücksichtigt und in dieser Zeit zumeist auf der Ersatzbank, absolvierte er im vorletzten Meisterschaftsspiel 2012/13 sein erstes Profispiel, als er am 26. Mai 2013 bei der 0:2-Niederlage gegen den 1. FK Příbram über die vollen 90 Minuten das Tor seiner Mannschaft hütete. Des Weiteren war er in dieser Saison an den viertklassigen Amateurklub SK Líšeň verliehen, für den er es auf elf Meisterschaftseinsätze brachte.
Nachdem sich in der Spielzeit 2012/13 zumeist Routinier Martin Doležal und Radek Petr im Tor von Zbrojovka Brünn abgewechselt hatten, setzte der nunmehrige Trainer Ludevít Grmela Hladký gleich von Beginn der Saison 2013/14 an als Stammtorhüter ein. Erst Mitte April 2014 ließ Hladký dem bereits erwähnten Martin Doležal erstmals den Vortritt. Über die gesamte Saison hinweg absolvierte er 25 von 30 möglich gewesenen Ligapartien und belegte mit der seit Anfang September 2013 von Václav Kotal trainierten Mannschaft im Endklassement den neunten Tabellenplatz. Darüber hinaus brachte es der 1,89 m große Schlussmann auf Einsätze in vier der sechs Spiele seines Klubs im tschechischen Pokal 2013/14, als die Brünner im Halbfinale mit einem Gesamtscore von 0:2 Viktoria Pilsen unterlagen. Auch zu Saisonbeginn 2014/15 galt Hladký als Nummer 1 im Tor von Zbrojovka Brünn; bis er in der zwölften Runde gegen den Hauptstadtklub Sparta Prag nach einer knappen Stunde aufgrund einer roten Karte vom Platz musste, hatte er bis zu diesem Zeitpunkt alle Einsatzminuten seiner Mannschaft absolviert.
Auch nach der Spielsperre setzte ihn Kotal weiterhin als Stammkraft ein, ehe er sich Ende Februar 2015 dazu entschloss, Neuverpflichtung Dušan Melichárek den Vortritt zu lassen. Bis zum Saisonende, an dem Zbrojovka Brünn den 14. Platz belegte, saß Hladký daraufhin als Nummer 2 lediglich auf der Ersatzbank. Neben Melichárek kam in dieser Saison auch Doležal wieder zu zwei Meisterschaftseinsätzen. Parallel zu seinen Einsätzen für das Profiteam kam Hladký, nach der Auflösung der B-Mannschaft bzw. deren Umformung in eine U-21-Jugendmannschaft, zeitweise auch für ebendiese zum Einsatz. In den Jahren 2012 bis 2015 absolvierte er für dieses Jugendteam 18 Ligaspiele, von denen er die Hälfte zu Null spielte.

### Wechsel zu Slovan Liberec
Nach über einem Jahrzehnt beim selben Verein tat sich am Ende der Saison ein Wechsel innerhalb der Liga für den mittlerweile 24-jährigen Torhüter auf. Der amtierende Pokalsieger Slovan Liberec aus dem Norden Tschechiens sicherte sich die Dienste des 42-fachen Erstligatorhüters. Im Laufe der Saison 2015/16 war Hladký zwar der am häufigsten im Kader befindliche Torwart des Klubs, konnte sich jedoch nicht gegen den rund zwei Jahre jüngeren Tomáš Koubek, der in dieser Saison zum tschechischen A-Nationalspieler wurde, als erster Torhüter behaupten. Das erste Pflichtspiel, an dem er zugegen war, war das tschechische Superpokalspiel gegen den amtierenden Meister Vikoria Pilsen, bei dem er auf der Bank Platz nehmen musste, und das sein Team knapp mit 1:2 verlor. Weder in der Qualifikation zur UEFA Europa League 2015/16 noch nach der erfolgreichen Qualifikation kam Hladký international für Liberec zum Einsatz, sondern saß in allen Partien ohne Einsatz auf der Ersatzbank. In der Liga dauerte es nicht lange, ehe ihm Jindřich Trpišovský das Vertrauen schenkte und ihn in der dritten Meisterschaftsrunde der Synot Liga 2015/16 bei einem 1:1-Heimremis gegen den FK Dukla Prag über die vollen 90 Minuten einsetzte. Weitere Einsätze folgten in Runde 9 gegen die Bohemians Prag 1905, in Runde 11 gegen den FC Vysočina Jihlava, in Runde 14 gegen Sparta Prag, sowie in Runde 28 ebenfalls gegen Sparta Prag. Von seinen fünf Meisterschaftseinsätzen in dieser Saison verlor er nur eines. Als Stammtorhüter fungierte er hingegen bei den tschechischen Pokalspielen 2015/16, als er in allen fünf Partien seiner Mannschaft über die gesamte Spielzeit am Rasen war, die Mannschaft durch zwei Elfmeterschießen brachte und am Ende knapp im Viertelfinale mit einem Gesamtscore von 2:3 gegen Sparta Prag ausschied. In der Liga erreichte er mit seiner Mannschaft den dritten Platz im Endklassement, wobei die Mannschaft über den gesamten Saisonverlauf nie unter den fünften Tabellenplatz rutschte.
Die nachfolgende Spielzeit 2016/17 verlief für den 1,86 m großen Torhüter ähnlich wie die vorangegangene. Obgleich er in diesem Jahr am Öftesten im Kader war, war er hinter der Neuverpflichtung, dem slowakischen Nationaltorhüter Martin Dúbravka nur Ersatzmann. In 27 Meisterschaftsspielen saß er in der Saison 2016/17 auf der Ersatzbank, bei einem Spiel gehörte er gar nicht erst dem Kader an und absolvierte lediglich zwei Ligapartien. So hütete er am 21. August 2016 beim Viertrundenspiel gegen seinen Heimatverein Zbrojovka Brünn das Tor (0:0) und war in Runde 22 bei einem 2:0-Heimsieg über den MFK Karviná über die vollen 90 Minuten zwischen den Pfosten. Während er die erfolgreiche Qualifikation zur Europa League 2016/17 von der Ersatzbank aus verfolgte, kam er bei der für den Klub weniger erfolgreichen Gruppenphase zu seinem ersten internationalen Pflichtspieleinsatz im Herrenfußball. Bei der 0:3-Auswärtsniederlage gegen den AC Florenz am 3. November 2016 spielte er anstelle von Dúbravka. Wie bereits im Jahr zuvor agierte Hladký auch im tschechischen Fußballpokal 2016/17 als Stammtorhüter und führte seine Mannschaft im ersten Spiel sogar als Mannschaftskapitän an. Über das Viertelfinale brachte es Slovan Liberec allerdings auch in dieser Saison nicht hinaus. In der Liga kämpfte sich die über weite Teile der Saison im Abstiegskampf befindliche Mannschaft auf den neunten Platz des Endklassements.
In die Spielzeit 2017/18 startete Hladký unter seinem Trainer Jindřich Trpišovský abermals als zweiter Torwart; diesmal musste er anfangs dem rund vier Jahre jüngeren Ondřej Kolář den Vortritt lassen. Von Mitte bis Ende September 2017 folgten drei aufeinanderfolgende Ligaeinsätze für Hladký, ehe er bis zur Winterpause wieder seinem jüngeren Teamkollegen den Vortritt lassen musste. Erst durch David Holoubek, der in der Winterpause Trpišovský als Trainer ablöste, gelang dem gebürtigen Brünner der Sprung in das Stammaufgebot von Slovan Liberec. Unter Holoubek absolvierte er zwölf Meisterschaftsspiele, wobei er mit fünf Niederlagen, vier Remis und drei Siegen auf eine weitgehend ausgeglichene Bilanz kam. In denen beiden letzten Saisonspielen musste Hladký seinen Stammplatz mit seinem tschechisch-vietnamesischen Torhüterkollegen Filip Nguyen, der damit zu etwas Spielpraxis kam, tauschen. Im Endklassement brachte es Slovan Liberec, trotz einer längeren Zeit auf den ersten vier Tabellenplätzen, nur auf den sechsten Tabellenplatz und somit abermals nicht auf einen internationalen Startplatz. Anders als noch in den beiden Spielzeiten zuvor absolvierte Hladký im tschechischen Pokal 2017/18 lediglich ein einziges Spiel und schied mit seiner Mannschaft zum wiederholten Male im Viertelfinale aus.

### Als kurzzeitiger Stammtorhüter abgelöst und Wechsel nach Schottland
Auch nach dem Abgang von Holoubek als Cheftrainer und dem Engagement von Zsolt Hornyák in der Sommerpause vor der Spielzeit 2018/19 behielt Hladký seine Position als erster Torhüter. Nach neun Meisterschaftseinsätzen in dieser Saison wurde er allerdings hinter Filip Nguyen, der unter anderem durch gute Leistungen im tschechischen Fußballpokal 2018/19 aufgefallen war, gereiht und saß fortan uneingesetzt auf der Ersatzbank. Nachdem er bis zur Winterpause in keinem Pflichtspiel seiner Mannschaft mehr berücksichtigt worden war, wechselte er im Januar 2019 in die Scottish Premiership zum FC St. Mirren. Bei den Schotten unterschrieb er einen Vertrag mit einer Laufzeit von 18 Monaten bis Sommer 2020. In der Scottish Premiership 2018/19 war er der bereits achte Torhüter des FC St. Mirren, der in einem Pflichtspiel im Kader der Profimannschaft stand. Nach einer einmonatigen Winterpause im schottischen Fußballbetrieb startete der Tscheche ab 23. Januar als Stammtorhüter des Klubs aus den schottischen Lowlands. Sein Debüt gab er bei einer 0:4-Auswärtsniederlage gegen die Glasgow Rangers, in Folge derer die Mannschaft auf den letzten Tabellenplatz abrutschte und einige Spieltage auf diesem verweilte. Hladký brachte es auf insgesamt 47 Meisterschaftsspiele für St. Mirren. Eine Vertragsverlängerung bei den „Saints“ lehnte er ab, woraufhin er den Verein im Juni 2020 verließ. Hladký hatte zu diesem Zeitpunkt Interesse von den Glasgow Rangers und Fortuna Düsseldorf geweckt.

### Wechsel nach England
Im August 2020 wechselte Hladký zum englischen Viertligisten Salford City, bei dem er einen Zweijahresvertrag unterschrieb. Hladký kam als Stammtorhüter in der Saison 2020/21 in allen 46 Ligaspielen zum Einsatz und blieb dabei 22 Mal ohne Gegentor, wodurch er den EFL Golden Glove als bester Torhüter der Liga bekam. Bereits nach einem Jahr wechselte der Torhüter aus seinem Vertrag in Salford heraus und unterschrieb eine Klasse höher bei Ipswich Town. Nachdem er dort zunächst zwei Jahre lang hauptsächlich Ersatztorhüter hinter Christian Walton war, konnte sich Hladký nach dem Aufstieg der Mannschaft in die zweitklassige EFL Championship 2023 als Stammtorhüter durchsetzen und bestritt in der Saison 2023/24 alle 46 Ligaspiele. Mit der Mannschaft stieg er am Saisonende in die Premier League auf und erreichte so den direkten Durchmarsch von der dritten in die erste Liga. 
Anschließend verließ er im Sommer 2024 jedoch den Verein und blieb in der zweitklassigen Championship, wo er sich dem Erstliga-Absteiger FC Burnley anschloss. Dort fungierte Hladký in den Ligaspielen als Ersatztorhüter hinter James Trafford, bestritt aber die Pokalspiele mit der Mannschaft. Am Ende der Saison 2024/25 stieg er mit dem FC Burnley erneut in die Premier League auf.

## Nationalmannschaftskarriere
Erste Erfahrungen in einer Nationalauswahl des tschechischen Fußballverbands sammelte Václav Hladký in der tschechischen U-16-Auswahl, für die er im Jahre 2005 debütierte. Nach einer 0:1-Niederlage in einem Freundschaftsspiel gegen die Alterskollegen aus Belgien am 20. September 2005 dauerte es weitere vier Monate, ehe er zu weiteren regelmäßigen Einsätzen in der U-16-Nationalelf brachte. Beim Ende Januar und Anfang Februar 2006 stattfindenden Aegean Cup, einem U-16-Nachwuchsturnier, wurde Hladký als Stammtorhüter in allen vier Länderspielen seines Heimatlandes eingesetzt. Darüber hinaus kam er im März und April 2006 noch zu drei weiteren Einsätzen in internationalen Freundschaftsspielen. Nicht einmal vier Monate später gab der Nachwuchstorhüter sein Debüt in der U-17-Auswahl Tschechiens, für die er erstmals am 11. August 2006 bei einer klaren 0:4-Niederlage gegen Japan das Tor hütete. Etwas über einen Monat später wurde er im letzten Gruppenspiel des Grunddurchgangs der Qualifikation zur U-17-Europameisterschaft 2007 gegen die Türkei (1:3) ab der zehnten Spielminute als Ersatz für den angeschlagenen Marek Štěch eingesetzt. Nach Einsätzen in vier freundschaftlichen Länderspielen im Dezember 2006, sowie Februar und März 2007 absolvierte er auch ein Gruppenspiel in der Eliterunde, für die man sich zuvor über den Grunddurchgang erfolgreich qualifiziert hatte. Der 3:0-Erfolg über die Nachbarn aus der Slowakei war zugleich das letzte Länderspiel Hladkýs in der U-17-Nationalmannschaft, die es nicht zur EM-Endrunde nach Belgien schaffte.
Im August 2007 gab er anlässlich des Václav-Ježek-Gedächtnisturniers sein Debüt für die tschechischen U-18-Junioren. Im Laufe des Turniers kam er in den Spielen gegen Polen und die Ukraine zum Einsatz und blieb in beiden Partien siegreich. Im Oktober und November 2007 folgten Freundschaftsspieleinsätze gegen Belarus und die Niederlande, ehe es einige Monate lang ruhig um den jungen Nachwuchstorhüter wurde. Am 1. April 2008 absolvierte er daraufhin sein nächstes Länderspiel, als er unter Trainer Milan Bokša in der Freundschaftspartie gegen Belgien auflief. Ende dieses Monats sowie am Anfang des darauffolgenden Monats brachte er es außerdem zu Turniereinsätzen unter dem erfahrenen Trainer. In den Jahren 2008 und 2009 absolvierte Hladký sieben Länderspiele für die tschechischen U-19-Junioren, für die er in diesem Zeitraum insgesamt neun Mal einberufen war. Dabei debütierte er am 4. September 2008 unter Trainer Aleš Křeček in einem Freundschaftsspiel gegen Deutschland. Ende November 2008 repräsentierte er sein Heimatland im Grunddurchgang der Qualifikation zur U-19-Fußball-Europameisterschaft 2009 und wurde in allen drei Gruppenspielen eingesetzt. Nach diversen Turniereinsätzen im Frühjahr 2009 kam er auch in der Eliterunde der Qualifikation zur U-19-Europameisterschaft zum Einsatz; diesmal jedoch nicht als Stammtorhüter. In der Eliterunde scheiterten die Tschechen abermals an der Qualifikation zu einer EM-Endrunde. Knapp zwei Jahre nach seinem letzten Länderspieleinsatz debütierte Hladký für die tschechische U-20-Auswahl, als er am 27. April 2011 bei einem 2:1-Sieg über die Alterskollegen aus der Slowakei unter Trainer Jakub Dovalil die zweite Halbzeit als Ersatz für Milan Heča absolvierte. Für beide Torhüter blieb es der einzige U-20-Länderspieleinsatz in ihrer Karriere.